# Commodore 1572
Il Commodore 1572 era un doppio floppy disk drive progettato dalla Commodore. Raggiunse solo lo stadio di prototipo. Fu introdotto al Consumer Electronics Show nel 1985 ma non fu mai messo in commercio. 
Una delle motivazioni fu che il codice contenuto all'interno del 1572 aveva problemi di compatibilità.

## Specifiche tecniche
Il commodore 1572 era la versione doppia del floppy disk drive Commodore 1571. Aveva una RAM quattro volte superiore rispetto a quella del 1571 ed una ROM grande il doppio.